# Georg Knorr
Theodor Georg Knorr (19. říjen 1859 Ruda u Neumarku, Prusko dnes Polsko – 15. dubna 1911 Davos, Švýcarsko) byl inženýr a podnikatel v oblasti kolejových vozidel a zakladatel společnosti Knorr-Bremse. Je známý pro vývoj samočinné tlakové brzdy a navrhl i lokomotivní kompresor pro získávání stlačeného vzduchu .